# Принс-Риджент
Принс-Регент-Ривер — национальный парк, бывший биосферный резерват, на территории штата Западная Австралия, Австралия. Резерват был создан в 1977 году. За несколько лет до этого, в 1964 года территория стала природным заповедником Принс-Регент.

## Физико-географическая характеристика
Национальный парк расположен на территории округа Кимберли на крайнем северо-западе Австралии. Он является одним из самых труднодоступных мест штата, в котором нет автомобильных дорог. В парк можно добраться на самолёте или лодке. Начальными пунктами такого путешествия являются Kununurra и Broome.
Природные ландшафты заповедника очень разнообразны: песчаное равнинное плато высотой около 500 метров в южной части плавно опускается до 100 метров и ниже на юго-востоке в районе залива Сент-Джордж, где расположен укрытый крутыми скалами порт, подверженный влиянию приливов и соединённый с морем узким проливом. В то же время северная часть резервата представляет собой вулканические образования. Основными достопримечательностями являются водопад Королевский каскад (англ. King’s Cascade), гора Трафальгар (англ. Mount Trafalgar), скалы Питона (англ. Python Cliffs), ущелье Питта (англ. Pitta Gorge), и, собственно, река Принс-Регент. На севере заповедник граничит с национальным парком Митчел-Ривер.
Высота над уровнем моря колеблется от 0 до 850 метров.

## Флора и фауна
На территории парка часто встречаются небольшие участки тропических мангровых лесов. Несмотря на свои малые размеры, эти леса богаты растительными видами, в том числе эндемиками. В мангровых лесах представлены следующие виды растений: Aegiceras corniculatum, Camptostema schultzii, Rhizophora stylosa и Sonneratia alba, кроме того можно встретить Eucalyptus miniata, Eucalyptus tetradonta, Eucalyptus polycarpa и Eucalyptus latifolia, а также Melaleuca leucadendra и Melaleuca viridiflora. Широко распространён местный вид сосны: Callitris intratropica.
Среди животных только Pseudocheirus peregrinus, Wyulda squamicaudata и Isoodon auratus auratus относятся к охраняемым видам.